# Monte Behistún
El monte Behistún (o Behistun y Bisotun, Bisutun; en persa: بیستون‎) es una montaña de la cordillera Zagros, que se encuentra en la provincia de Kermanshah, en el oeste de Irán. Se encuentra a 525 kilómetros al oeste de Teherán. El sitio de Behistún fue declarado como Patrimonio de la Humanidad por la UNESCO en el año 2006.

## Historia cultural

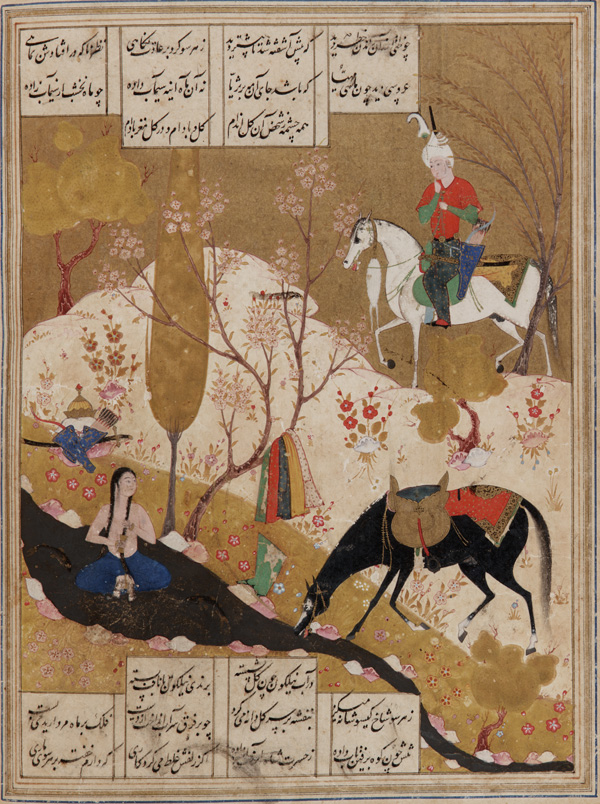
Cosroes II descubre a Shirin bañándose

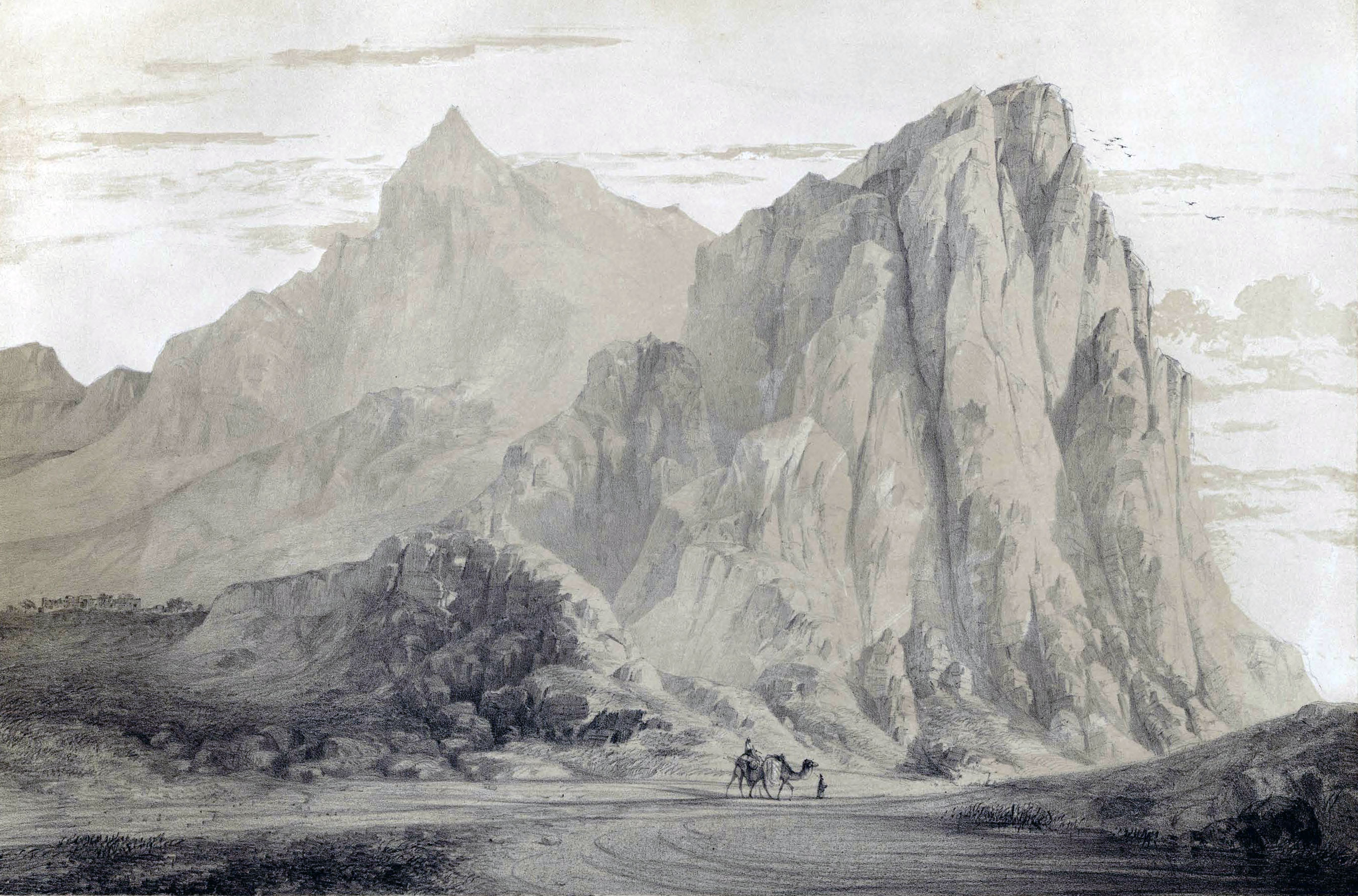
Monte Behistún, por Eugène Flandin

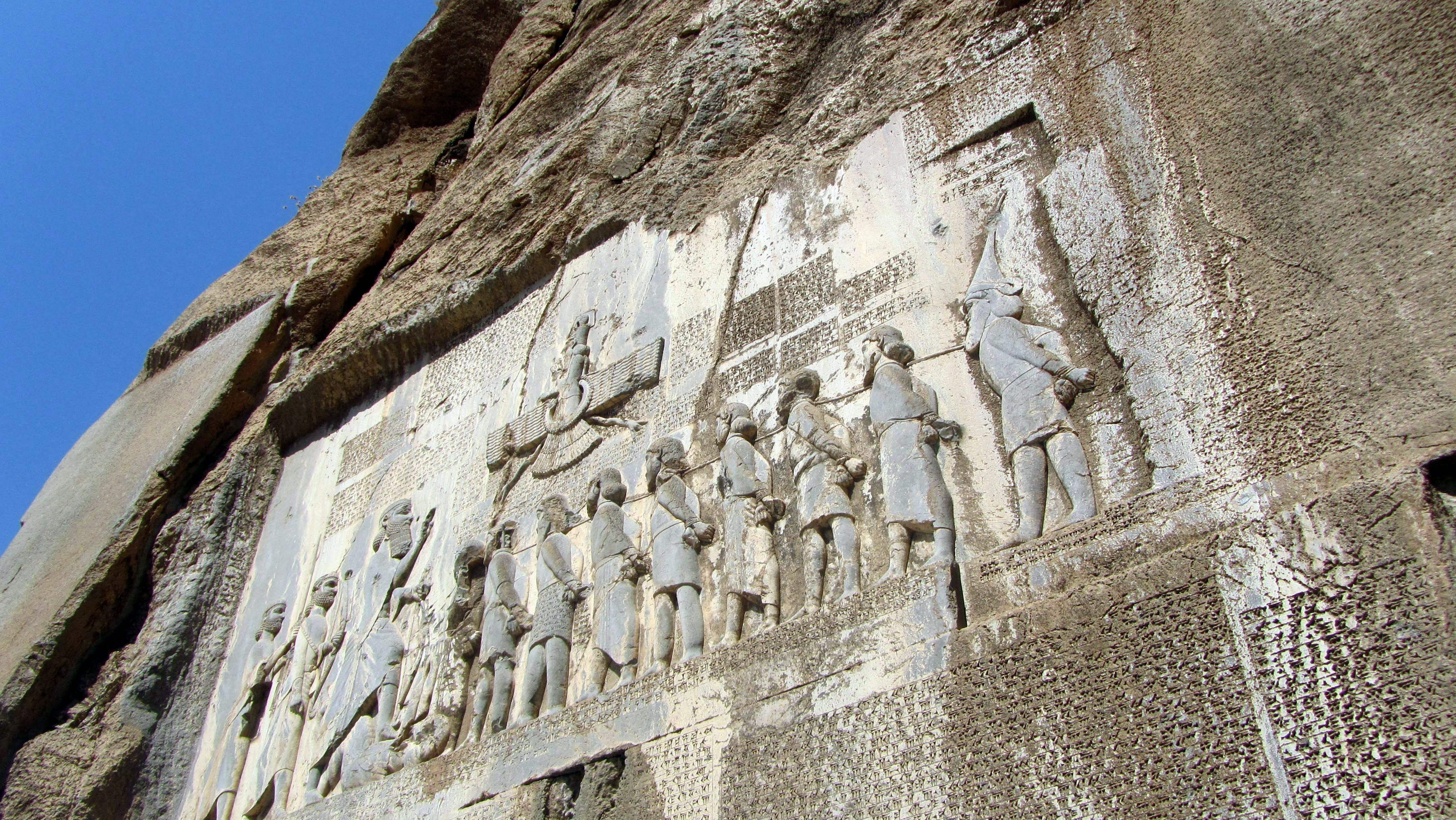
Inscripción de Behistún, grabada en el monte Behistún, donde se representa al rey Darío I con Ahura Mazda

Es bien conocido por la famosa inscripción de Behistún y el relieve rocoso en el que el gran rey aqueménida, Darío el Grande, hizo grabar la narración de sus hazañas alrededor del año 500 antes de Cristo. Se encuentra en las laderas del monte en Harsin, a treinta kilómetros de la ciudad de Kermanshah. La inscripción mide 7 metros y 80 centímetros de alto y 22 metros de largo y tiene cinco columnas en el centro escritas en antiguo persa cuneiforme. En todos estos cinco pilares, se ve a Ahura Mazda con forma humana y barba rectangular, y aparece desde el medio de los grandes rayos del sol que iluminan sus luces. También se puede ver que Ahura Mazda sostiene un anillo en la mano izquierda que se extiende a Darío, lo que indica que Ahura Mazda está realizando las ceremonias de la coronación de Darío el Grande como rey de Persia.

### Leyendas
Una leyenda comenzó alrededor del monte Behistún, según lo escrito por el poeta persa Nezamí Ganyaví sobre un hombre llamado Farhad, quien era un amante de Shirin, esposa de Cosroes II. La leyenda dice que, exiliado por su transgresión, Farhad recibió la tarea de cortar la montaña; Si tenía éxito, se le daría permiso para casarse con Shirin. Después de muchos años y la eliminación de la mitad de la montaña, encontró agua, pero Cosroes II le informó que Shirin había muerto. Se volvió loco, arrojó su hacha colina abajo, besó el suelo y murió. Se dice en el libro de Cosroes y Shirin que su hacha estaba hecha de un árbol de granada y, donde arrojó el hacha, un árbol de granada creció con fruta que curaría a los enfermos. Shirin no estaba muerta, según la historia, y lloró al escuchar la noticia.